# Cima d'Ambiez
La Cima d'Ambiez (3102 m s.l.m.) è una cima delle Dolomiti di Brenta, principale elevazione del sottogruppo SOIUSA denominato Catena d'Ambiez nonché una delle principali vette del gruppo e tra le più elevate di tutte le Dolomiti essendo tra le 86 vette a superare i 3000 metri di quota.
Con la sua imponente mole domina la Vedretta d'Ambiez e tutta la Val d'Ambiez a sud, la Conca di Pratofiorito e la Val Nardis a ovest e la parte occidentale della Val Brenta a nord.
Ai suoi piedi sorgono il Rifugio Agostini ed il Rifugio XII Apostoli.

## Descrizione
(Gino Buscaini e Ettore Castiglioni, Dolomiti di Brenta)
Quarta vetta più elevata delle Dolomiti di Brenta, la Cima d'Ambiez è separata dalla vicina Cima Tosa dal profondo varco della Bocca d'Ambiez e dal Sottogruppo dei Fracingli per via della Bocca dei Camosci a ovest.
Sul versante orientale forma una larga e ripida parete che precipita sulla Vedretta d'Ambiez, mentre sugli altri versanti presenta geometrie meno ripide e gradinate per via della presenza di numerose cenge.
Cima d'Ambiez è la vetta più elevata, imponente e importante di tutta la catena a cui dà il nome.
Nondimeno è quella che offre all'alpinista le maggiori attrattive per via degli itinerari su ottima roccia che vanno dal facile alle arrampicate di estrema difficoltà.

## Prima ascensione
La prima ascensione a Cima d'Ambiez è avvenuta il giorno 5 settembre 1880 ad opera di Maurice Holzmann, membro di origine tedesca della Casa Reale Britannica che servì Edoardo VII come principe di Galles prima e re in seguito per 45 anni nonché alpinista attivamente coinvolto con l'Alpine Club, e altri due alpinisti tedeschi Johan Kaufmann e "Gaskell".
La cima venne raggiunta per facile arrampicata dalla Bocca dei Camosci (2784 m s.l.m.) per il versante Ovest: un itinerario poco attraente e per questo di rado ripetuto.

## Itinerari
Sono presenti quattro itinerari considerati "vie normali" e dislocati sui vari versanti.
- Via Normale Sud dalla cresta sud: l'itinerario più frequentato nonostante tecnicamente non sia il più semplice. Dal Rifugio Agostini si sale alla vedretta d'Ambiez e si percorre la caratteristica cengia orizzontale quindi dapprima per canale e poi per la lunga cresta si raggiunge la vetta.[12]
- Per il versante ovest: la via dei primi salitori. Dal Rifugio XII Apostoli si rimonta la Vedretta d'Agola, si sale il canale nevoso che separa Cima d'Ambiez da Cima Bassa d'Ambiez e quindi si procede per il versante ovest fino alla vetta.[13]
- Per la cresta ovest: permette di evitare l'impegnativo scivolo dell'itinerario precedente. Dal Rifugio XII Apostoli si sale alla Bocca dei Camosci (2784 m), si aggira la base di un torrione a destra quindi si sale lungo la cresta fino a raggiungere l'itinerario precedente.[14]
- Per la cresta nord. La via comincia da Bocca d'Ambiez (2871 m) raggiungibile dal Rifugio Agostini, dal Rifugio XII Apostoli o dal Rifugio Brentei e segue dapprima una cengia verso ovest quindi una lunga fessura, una ripida parete e infine una larga fascia detritica.[15]

In seguito al riammodernamento delle vie normali delle principali vette delle Dolomiti di Brenta progettato nel 2016 e sviluppato nel 2020 dal Collegio delle Guide Alpine del Trentino al fine di proporre un'alternativa alpinistica alla classica Via delle Bocchette, le vie normali sud e nord a Cima d'Ambiez risultano essere attrezzate con soste metalliche e fittoni resinati.
L'itinerario proposto risulta essere il collegamento tra il Rifugio Agostini e il Rifugio Pedrotti salendo Cima d'Ambiez, Cima Tosa e, non necessariamente, il Crozzon di Brenta evitando la meno complicata Via ferrata Ottone Brentari, tratto della Via delle Bocchette.